# Simion Stanciu
Simion Stanciu (n. 23 decembrie 1949, București – d. 6 iulie 2010, Geneva, Elveția) a fost un naist român, cunoscut după pseudonimul său Syrinx.